# Vladan Batić
Vladan Batić, cyr. Владан Батић (ur. 27 lipca 1949 w Obrenovacu, zm. 29 grudnia 2010 tamże) – serbski polityk i prawnik, adwokat, parlamentarzysta, minister sprawiedliwości, założyciel i przewodniczący Chrześcijańsko-Demokratycznej Partii Serbii (DHSS). Ojciec Olgicy Batić.

## Życiorys
W 1972 ukończył studia prawnicze na Wydziale Prawa Uniwersytetu w Belgradzie. W 1977 uzyskał magisterium, a w 1981 stopień doktora. Praktykował w zawodzie adwokata. W 1990 dołączył do Partii Demokratycznej, później przeszedł do Demokratycznej Partii Serbii. W drugiej połowie lat 90. założył Chrześcijańsko-Demokratyczną Partię Serbii, którą kierował aż do śmierci. W 2000 jako kandydat Demokratycznej Opozycji Serbii uzyskał mandat posła do Zgromadzenia Narodowego Republiki Serbii.
Od 25 stycznia 2001 do 3 marca 2004 sprawował urząd ministra sprawiedliwości w gabinecie Zorana Đinđicia i Zorana Živkovicia. Vladan Batić powrócił do parlamentu w 2007 z ramienia koalicji skupionej wokół Partii Liberalno-Demokratycznej. Uzyskał również reelekcję rok później. Zmarł w trakcie kadencji z powodu choroby nowotworowej.